# Gustav Adam
Gustav Adam (* 1917; † nach 1946) war ein deutscher Fußballspieler.

## Sportlicher Werdegang
Adam spielte ab Mitte der 1930er Jahre für den VfR Mannheim, mit dem er dreimal Meister der Gauliga Baden wurde und an der Endrunde um die Deutsche Meisterschaft teilnahm. Zudem trat er mit dem Klub im Tschammer-Pokal an. Nach dem Gewinn der Gauligameisterschaft 1937/38 sind in Ebners Dokumentation über die Gauliga Baden Einzelporträts der Meistermannschaft des VfR Mannheim, wie sie im Fußball Nr. 17 am 26. April 1938 enthalten waren, aufgeführt. Darin wird zu Gustav Adam notiert: 21 Jahre, Bäcker, Nachwuchsspieler des VfR. In Bezug auf Technik sucht er seinesgleichen; Dribbler von Format. Als 18-Jähriger stand er bereits in der Ligamannschaft. 1,73 m. Insgesamt absolvierte der Angreifer mit dem VfR elf Endrundenspiele um die deutsche Meisterschaft und erzielte vier Tore. In der Endrunde 1938 beendete er mit dem VfR die Gruppenphase punktgleich mit dem FC Schalke 04 – beide Mannschaften wiesen 8:4-Punkte vor – auf dem 2. Rang. In der Endrunde 1939 zeichnete er sich unter Trainer Hans Schmidt als vierfacher Torschütze in den sechs Gruppenspielen gegen SV Dessau 05, Stuttgarter Kickers und SK Admira Wien aus.
Nach der Saison 1938/39 wechselte er zum Lokalrivalen SV Waldhof Mannheim, mit dem er in der Spielzeit 1939/40 badischer Meister wurde und in der folgenden Meisterschaftsendrunde das Semifinale erreichte. Dort setzte sich der spätere Titelträger FC Schalke 04 mit einem 3:1-Erfolg durch. Beim Halbfinalspiel in Stuttgart war Waldhof mit der Angriffsbesetzung Ludwig Siffling, Reinhold Fanz, Josef Erb, Adam und Ludwig Günderoth angetreten. Bei den Spielen um den dritten Platz gegen SK Rapid Wien – nach einem 4:4-Remis im ersten Spiel war ein Wiederholungsspiel nötig, dass die Wiener mit 5:2 gewannen – kam Adam dagegen nicht zum Einsatz.
In der Saison 1941/42 lief Adam während des Zweiten Weltkrieges für den 1. FC Kaiserslautern auf. Er gewann mit dem 1. FCK die Meisterschaft in der Gauliga Westmark und erzielte in sieben Ligaeinsätzen sieben Tore. In der Meisterschaftsendrunde 1942 kam er an der Seite von den Mitspielern wie Werner Baßler, Fritz Walter und Ottmar Walter zweimal zum Einsatz.
Nach dem Krieg kehrte Adam zum VfR Mannheim zurück, wo er nochmals elf Spiele in der Oberliga Süd bestritt. Er spielte dabei neben Oskar Rohr und Karl Striebinger.